# Concertato
Si definisce concertato (o pezzo concertato) la parte di un'opera lirica in cui i personaggi e il coro intrecciano le loro linee vocali in forma polifonica.
Sin dal Settecento, i concertati dell'opera italiana si collocano di preferenza nei finali d'atto intermedi, più raramente a fine quadro o alla fine dell'opera.
In origine si articolano in più sezioni, che nelle opere italiane del primo Ottocento seguono la struttura nota alla musicologia come "solita forma": un tempo d'attacco seguito da un largo (o cantabile), un tempo di mezzo e una stretta (vedi cabaletta).
Nella musica vocale, ma soprattutto strumentale del periodo barocco, il concertato barocco fu la prassi esecutiva che prevedeva giochi di opposizione e contesa (in latino concertare) o di legame e unità (conserere) fra le parti o voci di un concerto, e in particolare del concerto grosso. Tale tradizione fu molto cara alla scuola polifonica veneziana.

## Esempi di concertato
- Mi par d'esser con la testa (Il barbiere di Siviglia di Gioachino Rossini, atto I)
- Nella testa ho un campanello (L'italiana in Algeri di Gioachino Rossini, atto I)
- Mi par d'essere sognando (La Cenerentola di Gioachino Rossini, atto I)
- A tal colpo inaspettato, gran pezzo concertato a 14 voci (Il viaggio a Reims di Gioachino Rossini, atto I)
- Tutto cangia, il ciel si abbella (Guglielmo Tell di Gioachino Rossini, finale dell'opera, atto IV)
- D'un pensiero e d'un accento (La sonnambula di Vincenzo Bellini, atto I)
- Ah, vieni al tempio (I puritani di Vincenzo Bellini, atto I)
- Ah, m'avvelena il tuo sospetto (Torquato Tasso, di Gaetano Donizetti, Atto I)
- Tu morrai sul palco istesso (Maria, Regina d'Inghilterra di Giovanni Pacini, Atto II)
- Chi mi frena in tal momento (Lucia di Lammermoor di Gaetano Donizetti, parte II atto II)
- Da chi son io tradito! (Belisario di Gaetano Donizetti, atto I)
- Schiudi, inferno, la bocca, ed inghiotti (Macbeth di Giuseppe Verdi, atto I)
- E deggio e posso crederlo (Il trovatore di Giuseppe Verdi, atto II)
- Alfredo, Alfredo, di questo core (La traviata di Giuseppe Verdi, atto II)
- Plebe! patrizi! popolo dalla feroce istoria (Simon Boccanegra di Giuseppe Verdi, atto I)
- A terra, sì, nel livido fango (Otello di Giuseppe Verdi, atto III)
- D'un vampiro fatal - Già ti vedo immota e smorta (La Gioconda di Amilcare Ponchielli, atto III)
- D'un vecchio che prega (Edgar di Giacomo Puccini, atto I)
- Rosetta! (Scena dell'imbarco delle prigioniere, Manon Lescaut di Giacomo Puccini, atto III)
- Deh! Non volerli vittime (Norma di Vincenzo Bellini, atto III)
- Buon'giorno, signorine (The Gondoliers di William S. Gilbert e Arthur Sullivan, atto I)